# 布萨瓦尔
布萨瓦尔（Bhusawal），是印度马哈拉施特拉邦賈爾岡縣的一个城镇。总人口172366（2001年）。

## 人口
该地2001年总人口172366人，其中男性89187人，女性83179人；0—6岁人口19569人，其中男10349人，女9220人；识字率77.60%，其中男性为82.51%，女性为72.34%。